# Grosstraktor
Grosstraktor (tractor grande, en alemán) fue el nombre clave dado a seis prototipos de tanque medio construidos por Rheinmetall-Borsig, Krupp, y Daimler-Benz (dos unidades cada uno) para la República de Weimar, violando las cláusulas del Tratado de Versalles. Construidos en secreto, fueron probados por unidades del Reichswehr en la escuela de tanques de Kama, en la Unión Soviética. Fueron empleados para entrenamiento y como monumentos después de ser retirados de servicio cuando el Partido nazi llegó al poder.

## Historia y desarrollo

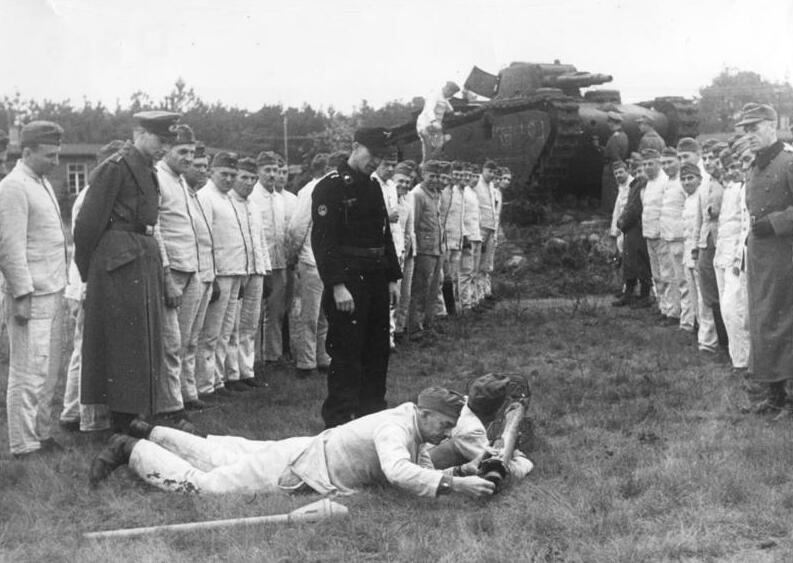
Miembros del Volkssturm empleando un Grosstraktor como blanco durante su entrenamiento en el uso de armas antitanque portátiles, 1944.

Después de la Primera Guerra Mundial, Alemania se dio cuenta del valor de los tanques en la guerra moderna. En 1925, se dio inicio a un programa secreto para diseñar tanques para el Reichswehr. El Grosstraktor fue el primer tanque diseñado para el Reichswehr.
El Grosstraktor surgió a partir de las especificaciones emitidas en 1926 para un tanque llamado Armeewagen 20. Sería un tanque de 15 t, armado con un cañón de 75 mm en una torreta giratoria, con una longitud de 6 m y un ancho de 2,4 m. En marzo de 1927, se otorgaron contratos para diseñar y construir dos cascos de acero dúctil a Daimler-Benz, Krupp y Rheinmetall. Krupp diseñó una torreta para sus propios vehículos, mientras que Rheinmetall diseñó una torreta que montaría tanto en sus vehículos como en los de Daimler-Benz.
La construcción de los seis Grosstraktor se inició en agosto de 1928 en el taller de Rheinmetall de Unterlüß, estando listos para fines de junio de 1929. Fueron transportados a un terreno de pruebas secreto cerca de Kazán para su evaluación, arribando en julio de 1929. Allí, se les instalaron orugas Mk 6/380/160 en lugar de las originales.